# Marconi Notaro
Marconi Notaro (Garanhuns, 10 de julho de 1949 – Recife, 24 de outubro de 2000) foi um poeta e músico brasileiro.
Como poeta escreveu sete livros. Como músico, foi um representante da cena musical psicodélica recifense da década de 1970, junto com Ave Sangria, Flaviola, Zé Ramalho, Lula Côrtes, Lailson, Robertinho de Recife e outros. Seu trabalho mais conhecido é o álbum No Sub Reino dos Metazoários, de 1973.

## Discografia
- 1973 - No Sub Reino dos Metazoários